# La Chapelle-Gauthier (Seine-et-Marne)
Pour les articles homonymes, voir La Chapelle-Gauthier, La Chapelle et Gauthier.
La Chapelle-Gauthier est une commune française située dans le département de Seine-et-Marne en région Île-de-France.

## Géographie

### Localisation
La Chapelle-Gauthier est situé à environ 7,8 km par la route,, au sud de Mormant.

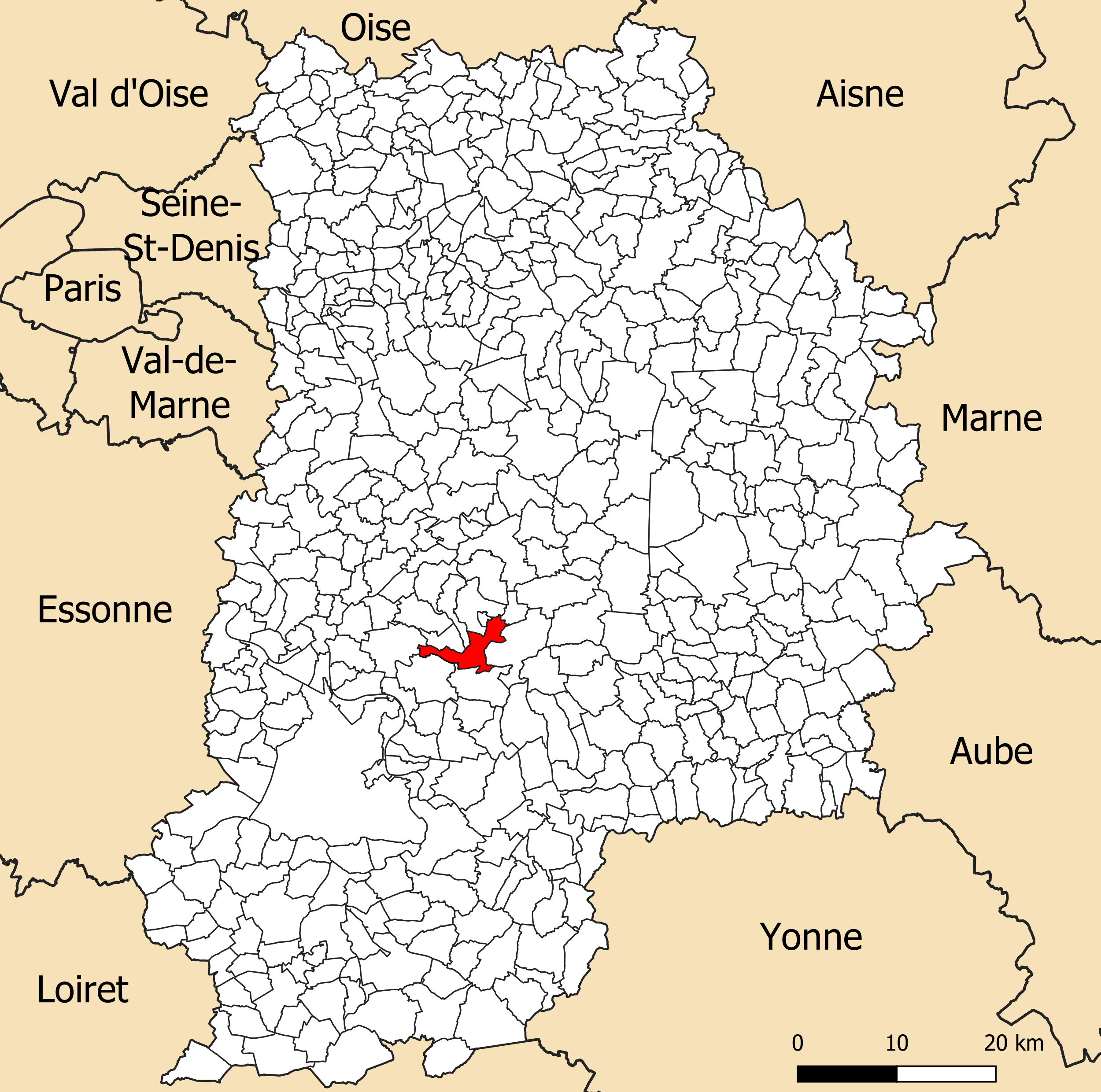
Localisation de la commune de La Chapelle-Gauthier dans le département de Seine-et-Marne.

### Communes limitrophes
| Saint-Méry Châtillon-la-Borde | Bréau, Bombon        | Saint-Ouen-en-Brie |
| Sivry-Courtry                 | La Chapelle-Gauthier | Fontenailles       |
| Le Châtelet-en-Brie           | Les Écrennes         |                    |

### Géologie et relief
L'altitude de la commune varie de 88 mètres à 129 mètres pour le point le plus haut, le centre du bourg se situant à environ 94 mètres d'altitude (mairie). Elle est classée en zone de sismicité 1, correspondant à une sismicité très faible.

### Hydrographie

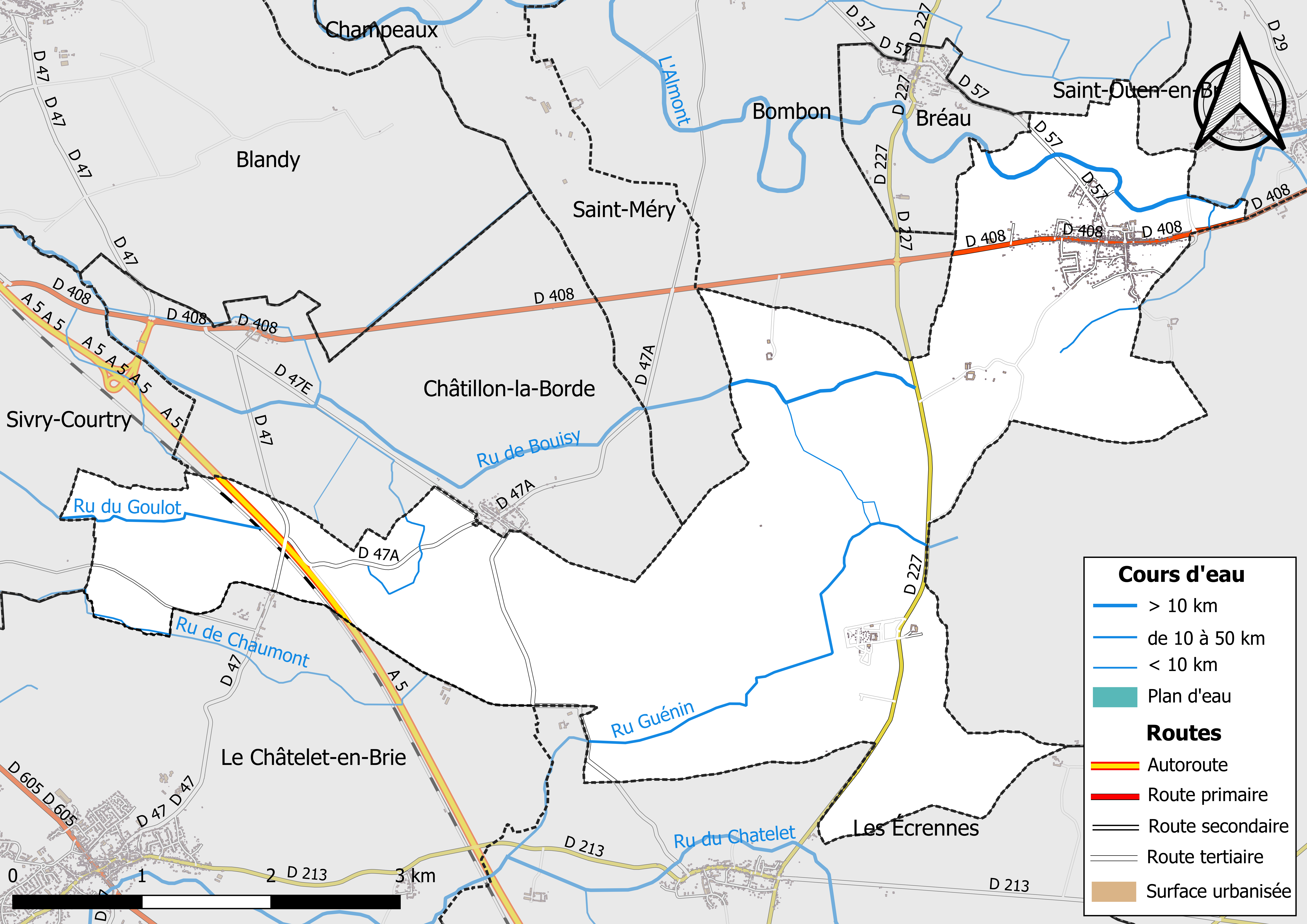
Carte des réseaux hydrographique et routier de La Chapelle-Gauthier.

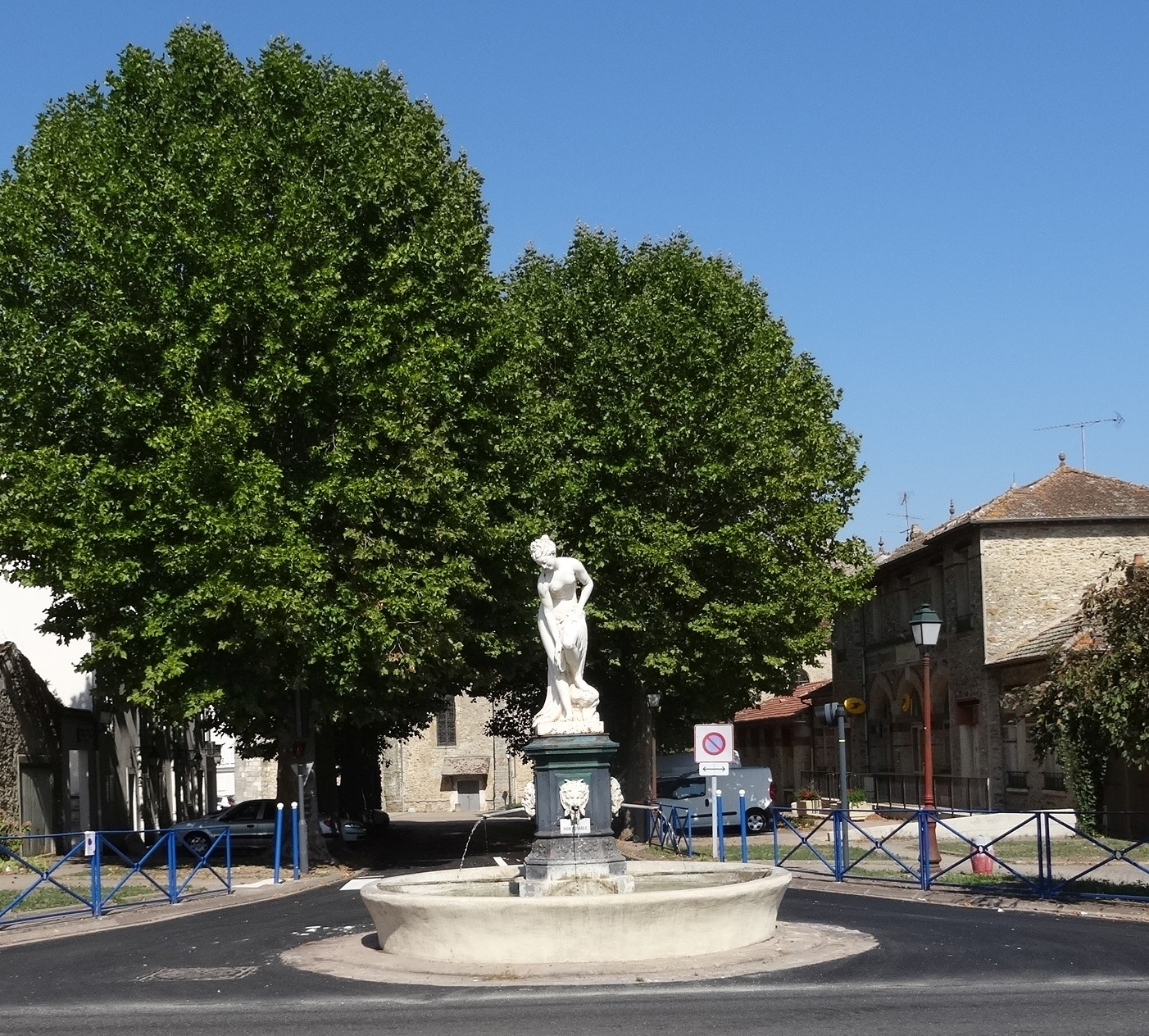
La fontaine publique de la rue Grande.

Le réseau hydrographique de la commune se compose de dix cours d'eau référencés :
- la rivière l’Almont (ou ru d'Ancœur ou ru de Courtenain), longue de 42,15 km[6], affluent de la Seine en rive droite ;
  - le ru du Goulot, 7,51 km[7], et ;
  - le ru de Bouisy, 11,66 km[8], affluents de l’Almont, y prennent leur source ;
    - le canal 01 de la Pièce des Mares, 2,39 km[9], et ;
    - le canal 01 de la Puterie[10], 1,24 km[11], et;
    - le canal 01 de la Grange du Bois[10], 0,80 km[12], qui confluent avec le ru de Bouisy ;

  - le fossé 01 de la Commune de la Chapelle-Gauthier, 1,89 km[13], qui conflue avec l’Almont ;
- le ru Guénin[10], 5,39 km[14], qui conflue avec le ru du Châtelet ;
  - le canal 02 de la Puterie[10], 0,27 km[15], qui conflue avec le ru Guénin ;
- le ru de Chaumont, 14,74 km[16], qui conflue avec la Seine.

La longueur totale des cours d'eau sur la commune est de 13,42 km.

### Climat
Pour des articles plus généraux, voir Climat de l'Île-de-France et Climat de Seine-et-Marne.
En 2010, le climat de la commune est de type climat océanique dégradé des plaines du Centre et du Nord, selon une étude du CNRS s'appuyant sur une série de données couvrant la période 1971-2000. En 2020, Météo-France publie une typologie des climats de la France métropolitaine dans laquelle la commune est exposée à un climat océanique altéré et est dans la région climatique Nord-est du bassin Parisien, caractérisée par un ensoleillement médiocre, une pluviométrie moyenne régulièrement répartie au cours de l’année et un hiver froid (3 °C).
Pour la période 1971-2000, la température annuelle moyenne est de 10,8 °C, avec une amplitude thermique annuelle de 15,3 °C. Le cumul annuel moyen de précipitations est de 713 mm, avec 11,1 jours de précipitations en janvier et 7,6 jours en juillet. Pour la période 1991-2020, la température moyenne annuelle observée sur la station météorologique la plus proche, située sur la commune de Grandpuits-Bailly-Carrois à 6 km à vol d'oiseau, est de 11,3 °C et le cumul annuel moyen de précipitations est de 704,0 mm,. Pour l'avenir, les paramètres climatiques de la commune estimés pour 2050 selon différents scénarios d'émission de gaz à effet de serre sont consultables sur un site dédié publié par Météo-France en novembre 2022.

### Milieux naturels et biodiversité

#### Réseau Natura 2000

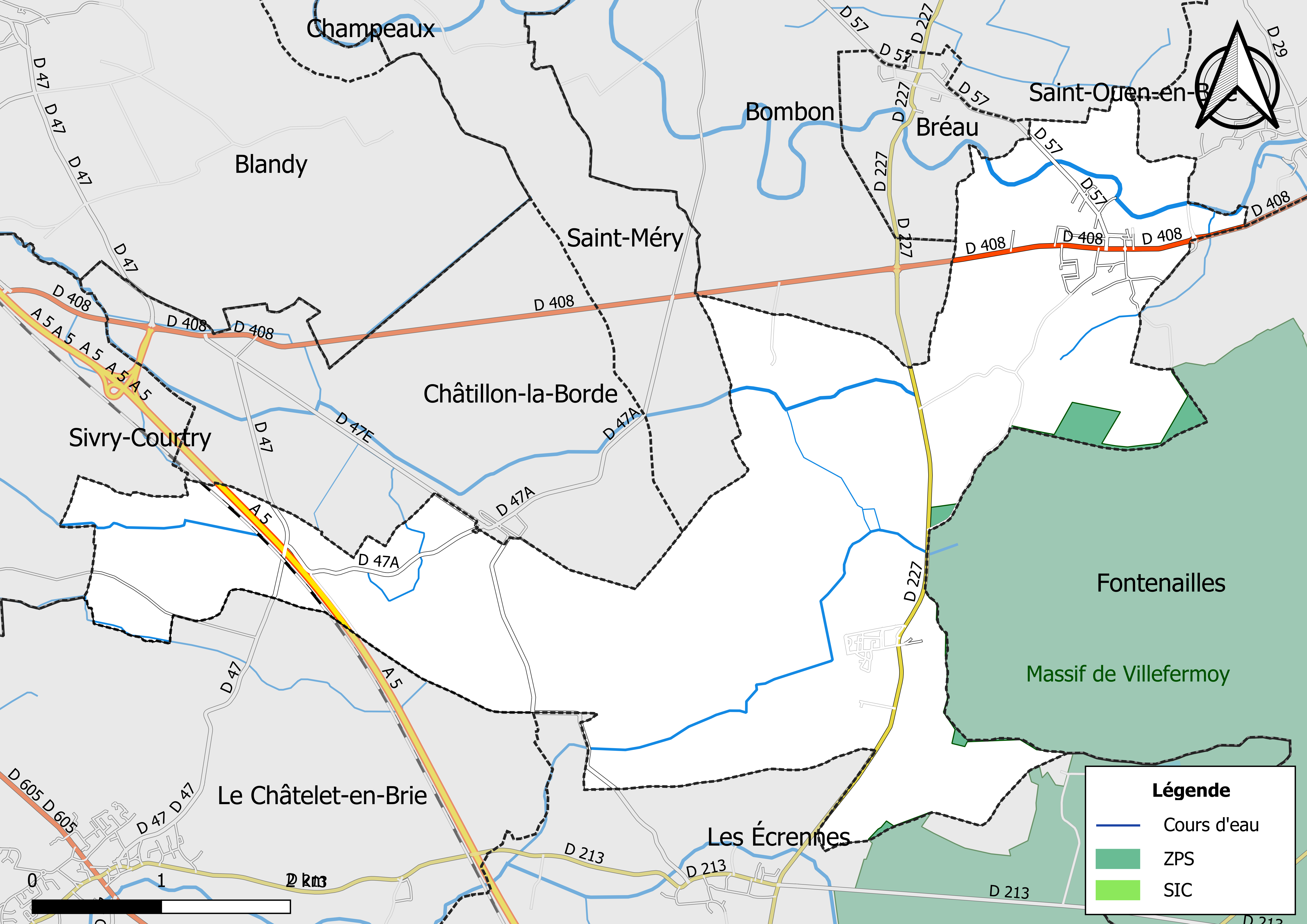
Sites Natura 2000 sur le territoire communal.

Le réseau Natura 2000 est un réseau écologique européen de sites naturels d’intérêt écologique élaboré à partir des Directives « Habitats » et « Oiseaux ». Ce réseau est constitué de Zones spéciales de conservation (ZSC) et de Zones de protection spéciale (ZPS). Dans les zones de ce réseau, les États Membres s'engagent à maintenir dans un état de conservation favorable les types d'habitats et d'espèces concernés, par le biais de mesures réglementaires, administratives ou contractuelles.
Un  site Natura 2000 a été défini sur la commune au titre de la « directive Oiseaux » :  
- le « Massif de Villefermoy », d'une superficie de 4 790 ha, un site où entre 1976 et 1997, un minimum de 122 espèces d’oiseaux ont été répertoriées sur l’ensemble du massif forestier de Villefermoy, dont 93 qui ont niché au moins une fois durant la période 1990-1997, ce qui représente environ 60 % du peuplement avien régional[26],[27].

#### Zones naturelles d'intérêt écologique, faunistique et floristique

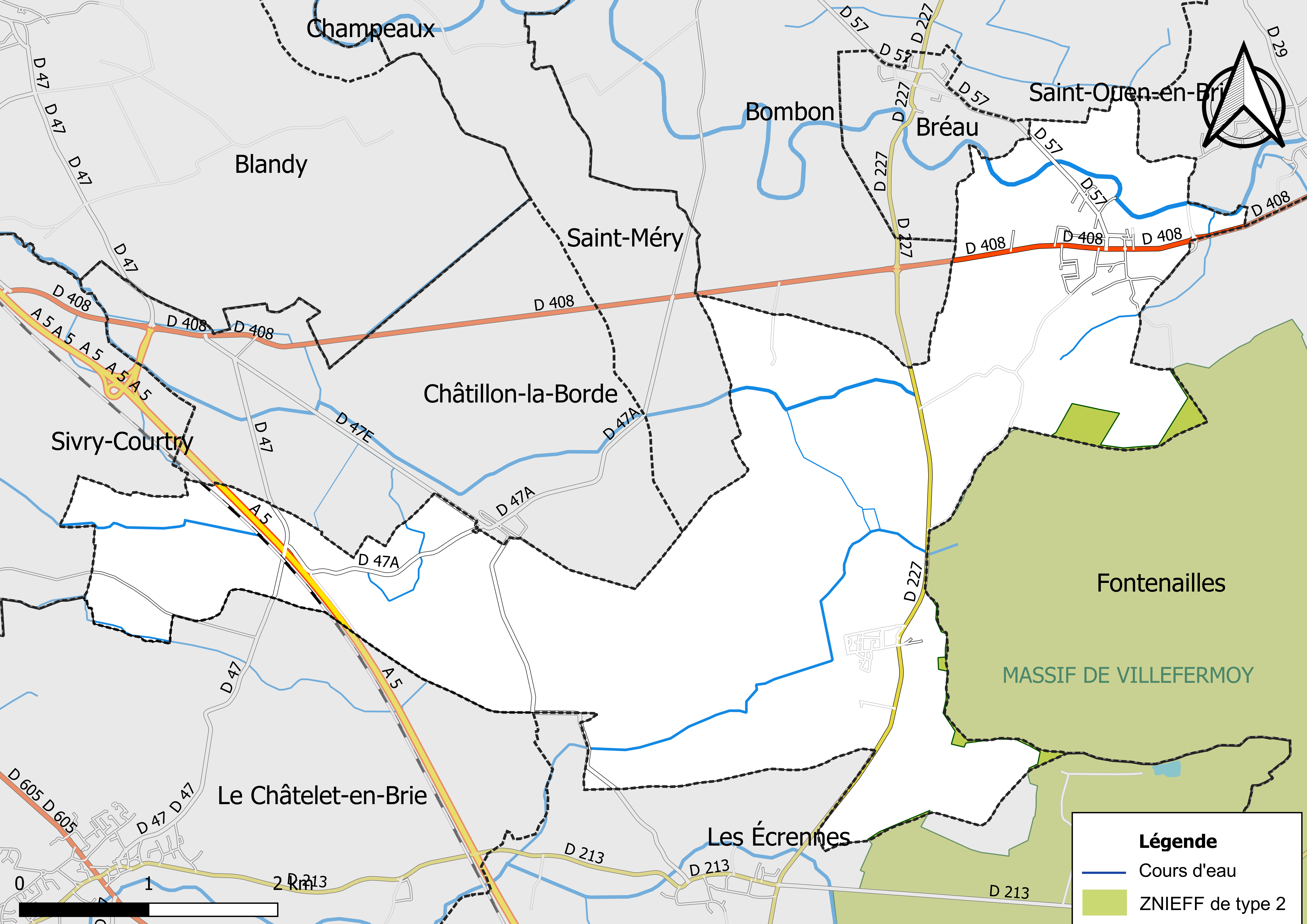
Carte des ZNIEFF de type 2 localisées sur la commune.

L’inventaire des zones naturelles d'intérêt écologique, faunistique et floristique (ZNIEFF) a pour objectif de réaliser une couverture des zones les plus intéressantes sur le plan écologique, essentiellement dans la perspective d’améliorer la connaissance du patrimoine naturel national et de fournir aux différents décideurs un outil d’aide à la prise en compte de l’environnement dans l’aménagement du territoire.
Le territoire communal de Chapelle-Gauthier comprend un ZNIEFF de type 2,, 
le « Massif de Villefermoy » (7 033,23 ha), couvrant 12 communes du département.

## Urbanisme

### Typologie
Au 1er janvier 2024, La Chapelle-Gauthier est catégorisée bourg rural, selon la nouvelle grille communale de densité à sept niveaux définie par l'Insee en 2022.
Elle est située hors unité urbaine. Par ailleurs la commune fait partie de l'aire d'attraction de Paris, dont elle est une commune de la couronne,. Cette aire regroupe 1 929 communes,.

### Lieux-dits et écarts
La commune compte 100 lieux-dits administratifs répertoriés consultables ici (source : le fichier Fantoir) dont Grand Villiers, la Mauperthuis.

### Occupation des sols
L'occupation des sols de la commune, telle qu'elle ressort de la base de données européenne d’occupation biophysique des sols Corine Land Cover (CLC), est marquée par l'importance des territoires agricoles (78,9 % en 2018), en diminution par rapport à 1990 (80,7 %). La répartition détaillée en 2018 est la suivante : 
terres arables (73,4% ), forêts (16,9% ), zones agricoles hétérogènes (5,5% ), zones urbanisées (4,2 %).
Parallèlement, L'Institut Paris Région, agence d'urbanisme de la région Île-de-France, a mis en place un inventaire numérique de l'occupation du sol de l'Île-de-France, dénommé le MOS (Mode d'occupation du sol), actualisé régulièrement depuis sa première édition en 1982. Réalisé à partir de photos aériennes, le Mos distingue les espaces naturels, agricoles et forestiers mais aussi les espaces urbains (habitat, infrastructures, équipements, activités économiques, etc.) selon une classification pouvant aller jusqu'à 81 postes, différente de celle de Corine Land Cover,,. L'Institut met également à disposition des outils permettant de visualiser par photo aérienne l'évolution de l'occupation des sols de la commune entre 1949 et 2018.

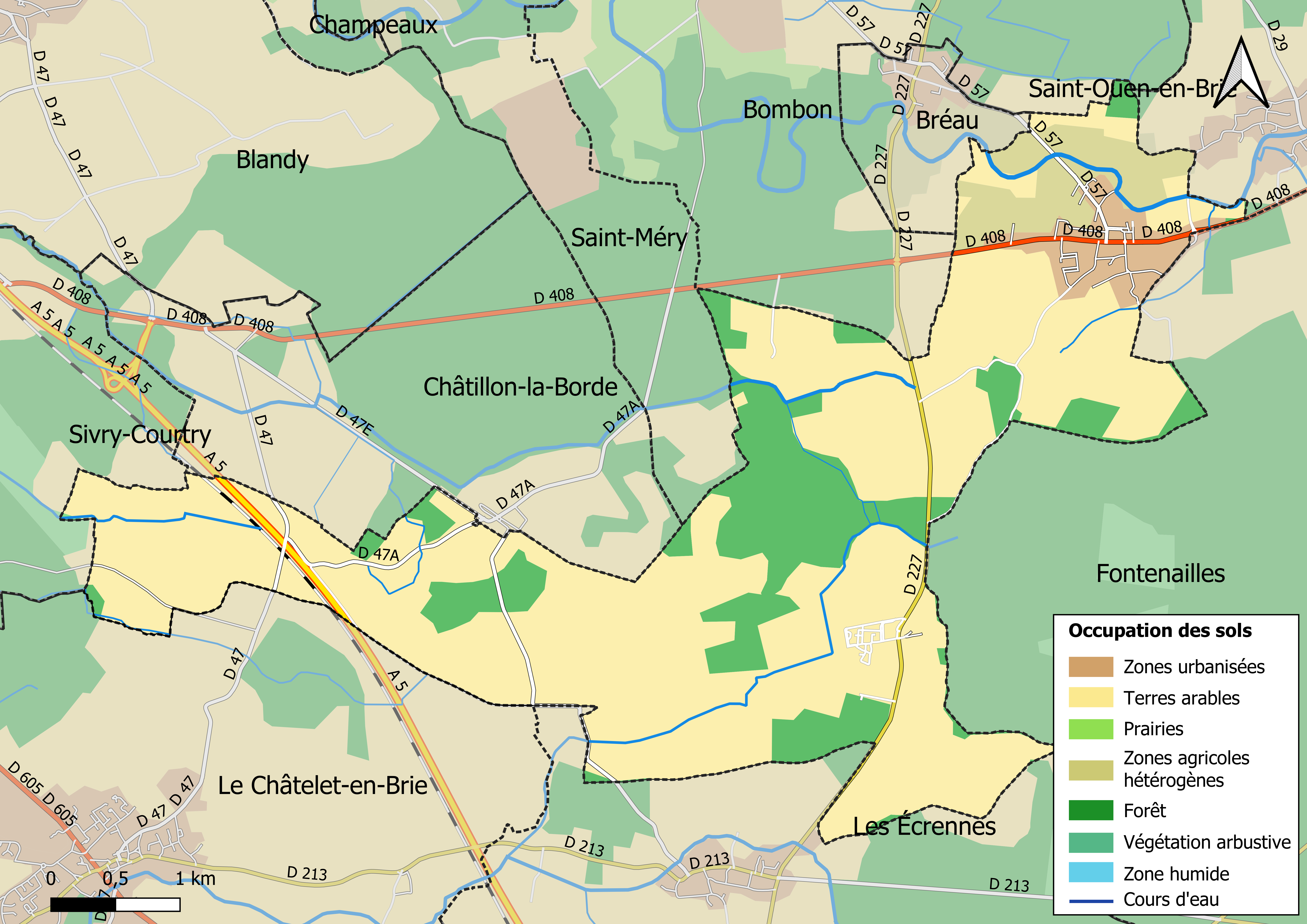
Carte des infrastructures et de l'occupation des sols en 2018 (CLC) de la commune.
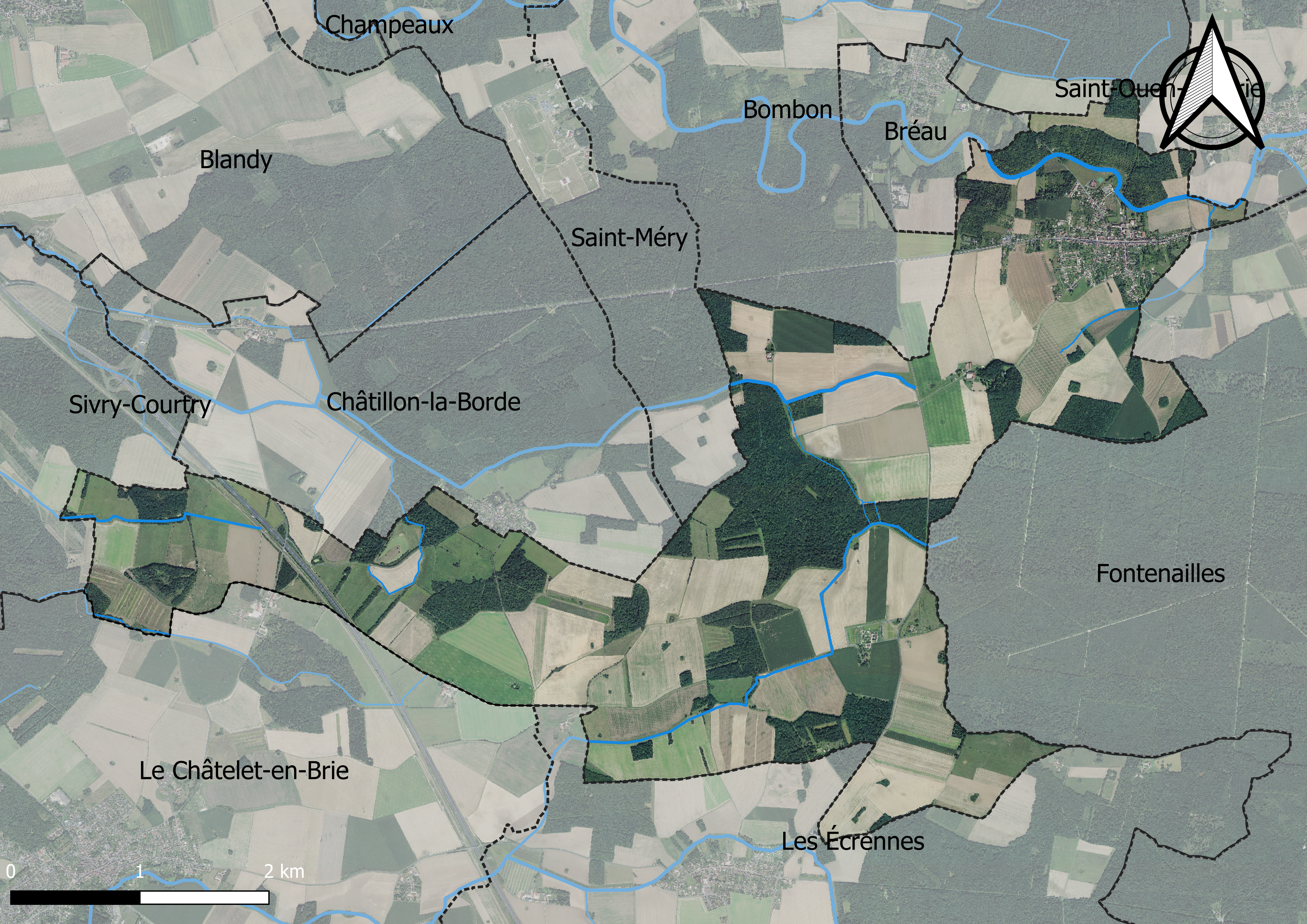
Carte orhophotogrammétrique de la commune.

### Planification
La commune dispose depuis 2022 d'un nouveau  plan local d'urbanisme. Le zonage réglementaire et le règlement associé peuvent être consultés sur le Géoportail de l'urbanisme.

### Logement
En 2017, le nombre total de logements dans la commune était de 602 dont 79,7 % de maisons et 20,1 % d'appartements.
Parmi ces logements, 93 % étaient des résidences principales, 1,7 % des résidences secondaires et 5,4 % des logements vacants.
La part des ménages fiscaux propriétaires de leur résidence principale s'élevait à 76,6 % contre 22,9 % de locataires dont, 12,1 % de logements HLM loués vides (logements sociaux) et, 0,5 % logés gratuitement.

### Voies de communication et transports

#### Voies de communication
La commune est traversée par l'Autoroute A5, d'où elle est facilement accessible depuis l'échangeur no 16 Melun / Châtillon-la-Borde, ainsi que par la LGV Sud-Est.

## Toponymie
Le nom le plus anciennement connu est probablement Capella de Sarnai en 1147, ; Le bourg a ensuite été appelé Capella de Sernaio en 1173 ; Capella domini Galteri camerarii en 1213 ; La Chappelle messire Gauchier vers 1380 ; La Chappelle Gaultier en 1455, ; La Chapelle Thiboust de Berry en 1695 ; La Chapelle Tiboust de Bery vulgairement appelée la Chapelle Gaultier en Brie en 1728 ; La Chapelle Gauthier ou Thiboust de Berry en 1774 ; Au cours de la Révolution française, la commune porte le nom de La Chapelle-en-Brie.
Du nom d'un des seigneur du lieu, Gauthier de Villebéon, chambrier du roi.

## Histoire
Au Moyen Âge, La Chapelle-Gauthier est le siège d'une seigneurie.
Le village donna son nom à Étienne de la Chapelle puis passa dans les mains de son frère Gauthier de Villebéon, soit en 1161 lorsqu'Étienne devint évêque de Meaux, soit en 1174 lors du décès de ce dernier. Les moines de l'Abbaye de Barbeau, installés sur la Seine au sud-ouest de son domaine, cherchèrent querelle à Gauthier de Villebéon pour des questions de chasse et de limites dans les bois de Villefermoy. La terre passa ensuite à son fils Gauthier de Nemours dit Gautier le Jeune, qui en fit sa terre de prédilection et n'eut pas à affronter les moines comme son père avait dû le faire : il fit construire une église dont il subsistait encore des restes au XIXe siècle, et la dota de riches redevances sur ses propriétés. Le village prit son nom.
Par voie de succession le domaine, quelque peu délaissé après Gauthier de Nemours, arriva vers 1250 dans les mains de sa petite-fille Isabelle de Villebéon, femme de Mathieu de Montmirail. Elle décéda veuve et sans postérité en 1265, et légua la Chapelle-Gauthier à sa nièce, une autre Isabelle de Villebéon, avec qui elle est souvent confondue. Cette nièce se maria avec Robert Ier de Beu dit Robert de Dreux, arrière-petit-fils de Louis VI et lui apporta La Chapelle-Gautier.
À la fin du XIVe siècle, cette seigneurie est aux mains de Jean Jouvenel des Ursins, seigneur de Traînel et de La Chapelle-Gaultier

## Politique et administration

### Rattachements administratifs et électoraux
La Chapelle-Gauthier se trouve dans le département de Seine-et-Marne. Rattachée depuis la Révolution française à l'arrondissement de Melun, elle intègre le 1er janvier 2017 l'arrondissement de Provins afin de faire coïncider les limites d'arrondissement et celles des intercommunalités.
Pour l'élection des députés, elle fait partie depuis 2012 de la troisième circonscription de Seine-et-Marne.
La commune faisait partie depuis 1817 du canton de Mormant. Dans le cadre du redécoupage cantonal de 2014 en France, Grandpuits-Bailly-Carrois intègre le canton de Nangis.

### Intercommunalité
La commune faisait partie de la communauté de communes de l'Yerres à l'Ancœur, créée fin 2005. Celle-ci disparait le 31 décembre 2016 et la commune intègre le 1er janvier 2017 la communauté de communes de la Brie nangissienne.

### Liste des maires
| Période                                  | Période                       | Identité         | Étiquette | Qualité                                                                             |
| ---------------------------------------- | ----------------------------- | ---------------- | --------- | ----------------------------------------------------------------------------------- |
| Les données manquantes sont à compléter. |                               |                  |           |                                                                                     |
| 1841                                     |                               | J.L. Dulocq      |           |                                                                                     |
| Les données manquantes sont à compléter. |                               |                  |           |                                                                                     |
| 1978                                     | mars 2008                     | André Luczak     |           |                                                                                     |
| mars 2008                                | décembre 2010                 | Didier Moreau    |           |                                                                                     |
| 3 février 2011                           | mai 2020                      | Florent Girardin |           | Consultant formateur Vice-président de la CC de l'Yerres à l'Ancœur ( ? → 2016)     |
| mai 2020                                 | En cours (au 28 juillet 2020) | Farid Mebarki    |           | Brigadier chef de police Vice-président de la CC de la Brie Nangissienne (2020 → ). |

## Équipements et services

### Eau et assainissement
L’organisation de la distribution de l’eau potable, de la collecte et du traitement des eaux usées et pluviales relève des communes. La loi NOTRe de 2015 a accru le rôle des EPCI à fiscalité propre en leur transférant cette compétence. Ce transfert devait en principe être effectif au 1er janvier 2020, mais la loi Ferrand-Fesneau du 3 août 2018 a introduit la possibilité d’un report de ce transfert au 1er janvier 2026,.

#### Assainissement des eaux usées
En 2020, la commune de La Chapelle-Gauthier gère le service d’assainissement collectif (collecte, transport et dépollution) en régie directe, c’est-à-dire avec ses propres personnels.
L’assainissement non collectif (ANC) désigne les installations individuelles de traitement des eaux domestiques qui ne sont pas desservies par un réseau public de collecte des eaux usées et qui doivent en conséquence traiter elles-mêmes leurs eaux usées avant de les rejeter dans le milieu naturel. La communauté de communes Brie Nangissienne (CCBN) assure pour le compte de la commune le service public d'assainissement non collectif (SPANC), qui a pour mission de vérifier la bonne exécution des travaux de réalisation et de réhabilitation, ainsi que le bon fonctionnement et l’entretien des installations. Cette prestation est déléguée à l'entreprise Veolia, dont le contrat arrive à échéance le 31 décembre 2021,.

#### Eau potable
En 2020, l'alimentation en eau potable est assurée par la commune qui gère le service en régie,.

## Population et société

### Démographie
L'évolution du nombre d'habitants est connue à travers les recensements de la population effectués dans la commune depuis 1793. Pour les communes de moins de 10 000 habitants, une enquête de recensement portant sur toute la population est réalisée tous les cinq ans, les populations de référence des années intermédiaires étant quant à elles estimées par interpolation ou extrapolation. Pour la commune, le premier recensement exhaustif entrant dans le cadre du nouveau dispositif a été réalisé en 2004.

En 2022, la commune comptait 1 398 habitants, en évolution de −4,38 % par rapport à 2016 (Seine-et-Marne : +3,92 %, France hors Mayotte : +2,11 %).
| 1793 | 1800 | 1806 | 1821 | 1831 | 1836 | 1841 | 1846 | 1851 |
| ---- | ---- | ---- | ---- | ---- | ---- | ---- | ---- | ---- |
| 750  | 790  | 797  | 878  | 943  | 841  | 897  | 902  | 805  |

| 1856 | 1861 | 1866 | 1872 | 1876 | 1881 | 1886 | 1891 | 1896 |
| ---- | ---- | ---- | ---- | ---- | ---- | ---- | ---- | ---- |
| 766  | 767  | 839  | 774  | 774  | 725  | 719  | 727  | 734  |

| 1901 | 1906 | 1911 | 1921 | 1926 | 1931 | 1936 | 1946 | 1954 |
| ---- | ---- | ---- | ---- | ---- | ---- | ---- | ---- | ---- |
| 710  | 732  | 660  | 650  | 625  | 579  | 572  | 569  | 511  |

| 1962 | 1968 | 1975 | 1982 | 1990 | 1999  | 2004  | 2006  | 2009  |
| ---- | ---- | ---- | ---- | ---- | ----- | ----- | ----- | ----- |
| 484  | 518  | 543  | 569  | 927  | 1 269 | 1 341 | 1 374 | 1 437 |

| 2014  | 2019  | 2022  | - | - | - | - | - | - |
| ----- | ----- | ----- | - | - | - | - | - | - |
| 1 465 | 1 441 | 1 398 | - | - | - | - | - | - |

## Économie

### Revenus de la population et fiscalité
En 2018, le nombre de ménages fiscaux de la commune était de 528, représentant 1 387 personnes et la  médiane du revenu disponible par unité de consommation  de 23 850 euros.

### Emploi
En 2018, le nombre total d’emplois dans la zone était de 126, occupant 720 actifs  résidants (dont 9,1 % dans la commune de résidence et 90,9 % dans une commune autre que la commune de résidence).
Le taux d'activité de la population (actifs ayant un emploi) âgée de 15 à 64 ans s'élevait à 72 % contre un taux de chômage de 5,2 %.
Les 22,8 % d’inactifs se répartissent de la façon suivante : 12,1 % d’étudiants et stagiaires non rémunérés, 4,5 % de retraités ou préretraités et 6,3 % pour les autres inactifs.

### Secteurs d'activité

#### Entreprises et commerces
En 2019, le nombre d’unités légales et d’établissements (activités marchandes hors agriculture) par secteur d'activité était de 76 dont 7 dans l’industrie manufacturière, industries extractives et autres, 18 dans la construction, 14 dans le commerce de gros et de détail, transports, hébergement et restauration, 1 dans l’Information et communication, 2 dans les activités immobilières, 10 dans les activités spécialisées, scientifiques et techniques et activités de services administratifs et de soutien, 12 dans l’administration publique, enseignement, santé humaine et action sociale et 12  étaient relatifs aux autres activités de services.
En 2020, 11 entreprises ont été créées sur le territoire de la commune, dont 10 individuelles.
Au 1er janvier 2021, la commune ne disposait pas d’hôtel et de terrain de camping.

#### Agriculture
La Chapelle-Gauthier est dans la petite région agricole dénommée la « Brie humide » (ou Brie de Melun), une partie de la Brie à l'est de Melun. En 2010, l'orientation technico-économique de l'agriculture sur la commune est la culture de céréales et d'oléoprotéagineux (COP).
Si la productivité agricole de la Seine-et-Marne se situe dans le peloton de tête des départements français, le département enregistre un double phénomène de disparition des terres cultivables (près de 2 000 ha par an dans les années 1980, moins dans les années 2000) et de réduction d'environ 30 % du nombre d'agriculteurs dans les années 2010. Cette tendance n'est pas confirmée au niveau de la commune qui voit le nombre d'exploitations augmenter et passer de 4 en 1988 à 6 en 2010. Parallèlement, la taille de ces exploitations augmente, passant de 123 ha en 1988 à 160 ha en 2010.
Le tableau ci-dessous présente les principales caractéristiques des exploitations agricoles de Chapelle-Gauthier, observées sur une période de 22 ans : 
|                                      | 1988 | 2000 | 2010 |
| ------------------------------------ | ---- | ---- | ---- |
| Dimension économique,                |      |      |      |
| Nombre d’exploitations (u)           | 4    | 6    | 6    |
| Travail (UTA)                        | 7    | 8    | 6    |
| Surface agricole utilisée (ha)       | 490  | 678  | 959  |
| Cultures                             |      |      |      |
| Terres labourables (ha)              | 469  | 662  | 951  |
| Céréales (ha)                        | 353  | 448  | 614  |
| dont blé tendre (ha)                 | 222  | 314  | 399  |
| dont maïs-grain et maïs-semence (ha) | 115  | 102  | 98   |
| Tournesol (ha)                       | 0    |      |      |
| Colza et navette (ha)                | s    | s    | 140  |
| Élevage                              |      |      |      |
| Cheptel (UGBTA)                      | 11   | 25   | 12   |

## Culture locale et patrimoine

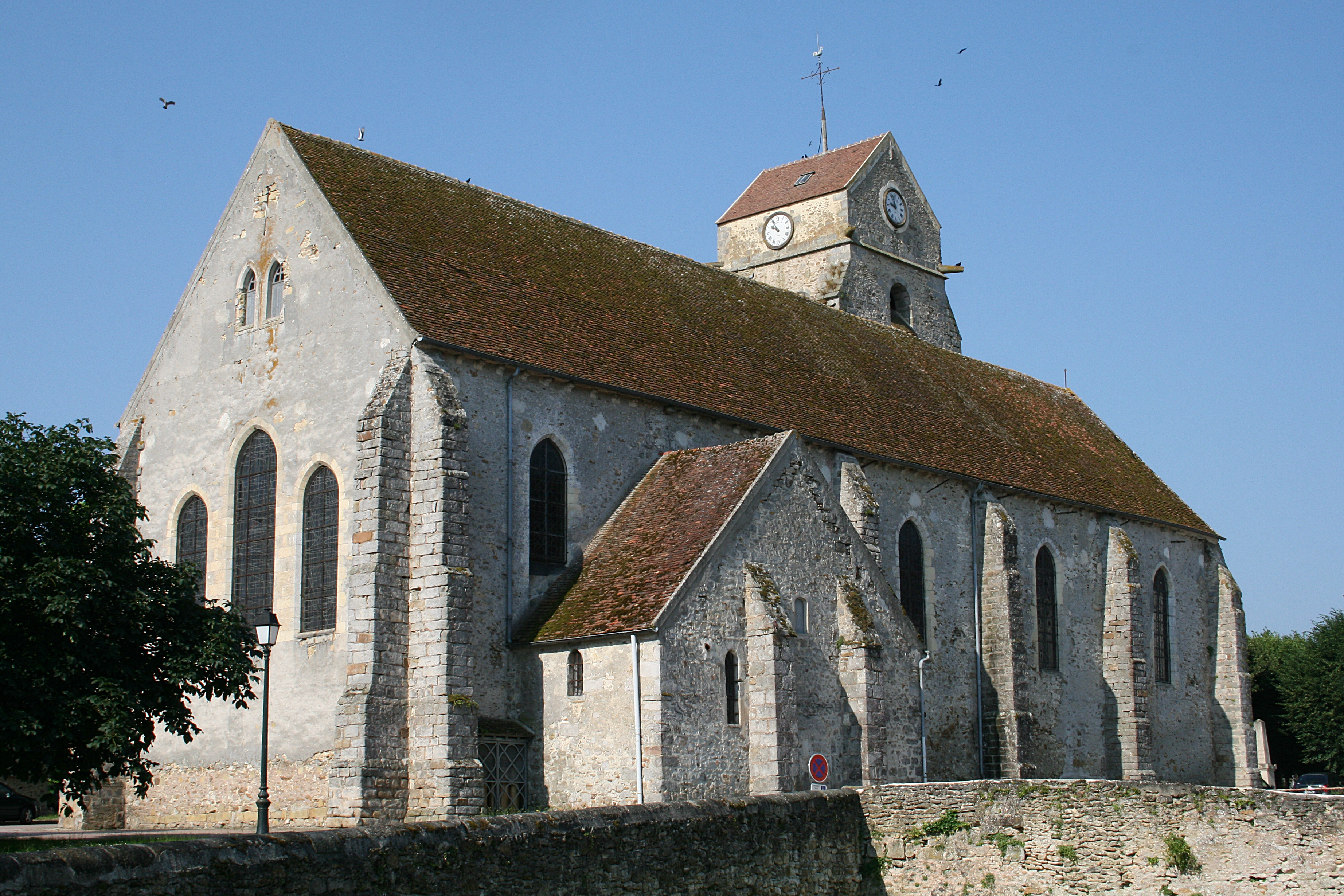
Église Saint-Martin-et-Sainte-Catherine (XIIIe siècle).

### Lieux et monuments
- Église Saint-Martin-et-Sainte-Catherine, du XIIIe siècle. L'église fait l’objet d’une inscription au titre des monuments historiques en 1931[73].

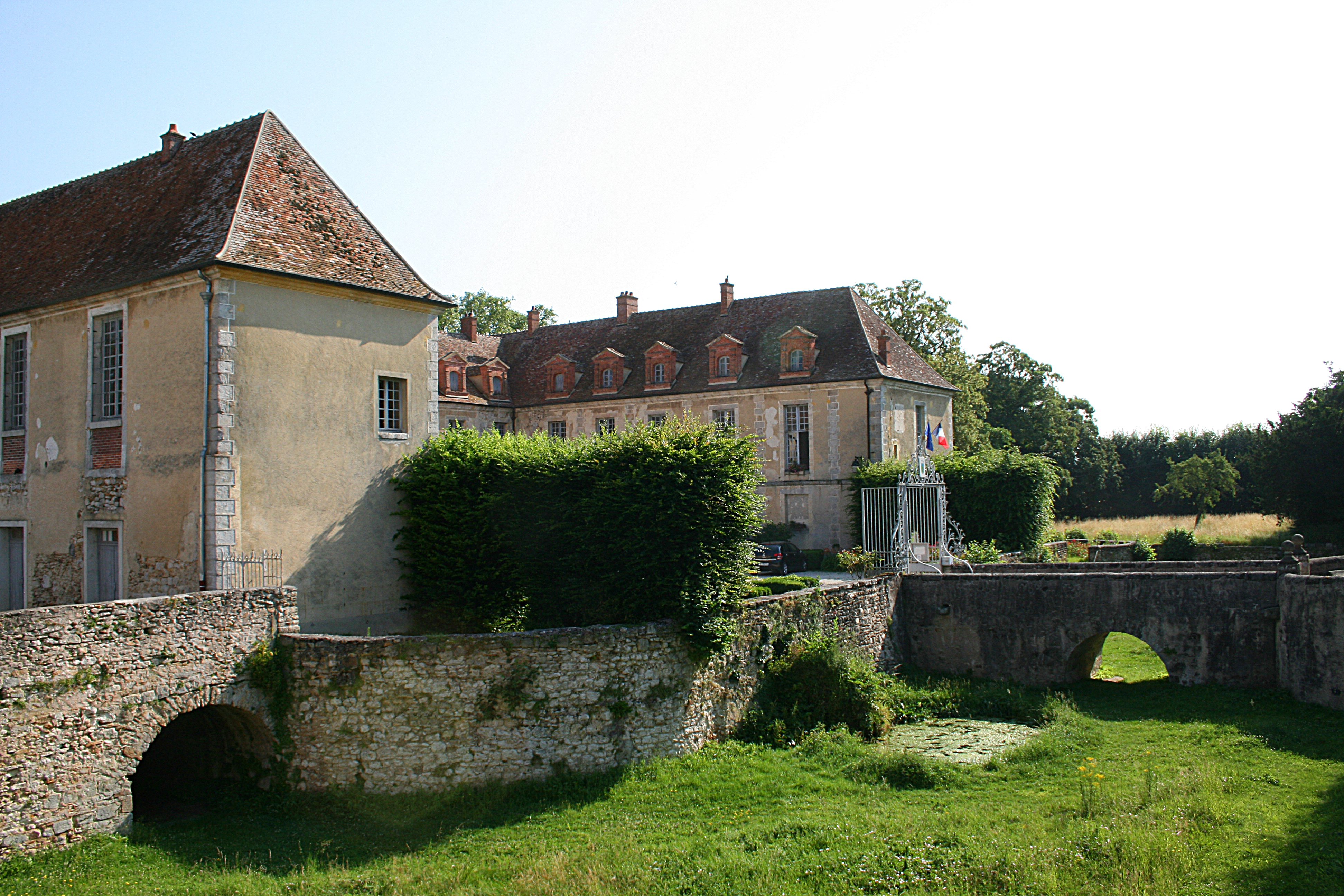
Le château (XII-XVIIe siècle).

- Jardin d'agrément dit parc du château avec son plan d'eau traversé par l'Ancœur[74].
- Château de La Chapelle-Gauthier, datant du XIIe siècle. Il abrite les services de la mairie et la bibliothèque municipale.
Le site acquis en 1400 est décrit dans l'acte comme : « Le chasteau et maison seigneuriale ancien fort et bien logeable avec donjon ferme de murailles pont-levis, fossez et quatre tours aux quatre angles dont y en a une tombée »[75]. Le château appartint au XIVe siècle à Jean Juvénal des Ursins, prévôt des marchands de Paris. Il fut reconstruit après 1616 par le prince de Condé. 
Le château ; douves ; pont ; clôture ; toiture ; décor intérieur ; grille ; mur de soutènement font l’objet d’une inscription au titre des monuments historiques en 1990[76]. Sa rénovation bénéficie d'un financement du loto du patrimoine en 2018[77].

### Personnalités liées à la commune
- Pierre Justin Marchand de Villionne (1740-1813), général des armées de la République y est décédé.

### Héraldique, devise et logotype
|  | Les armes de la ville se blasonnent ainsi : Parti de sinople et d’argent à la croix ancrée alésée de l’un en l’autre, au chef d’azur semé de fleurs de lys d’or. |

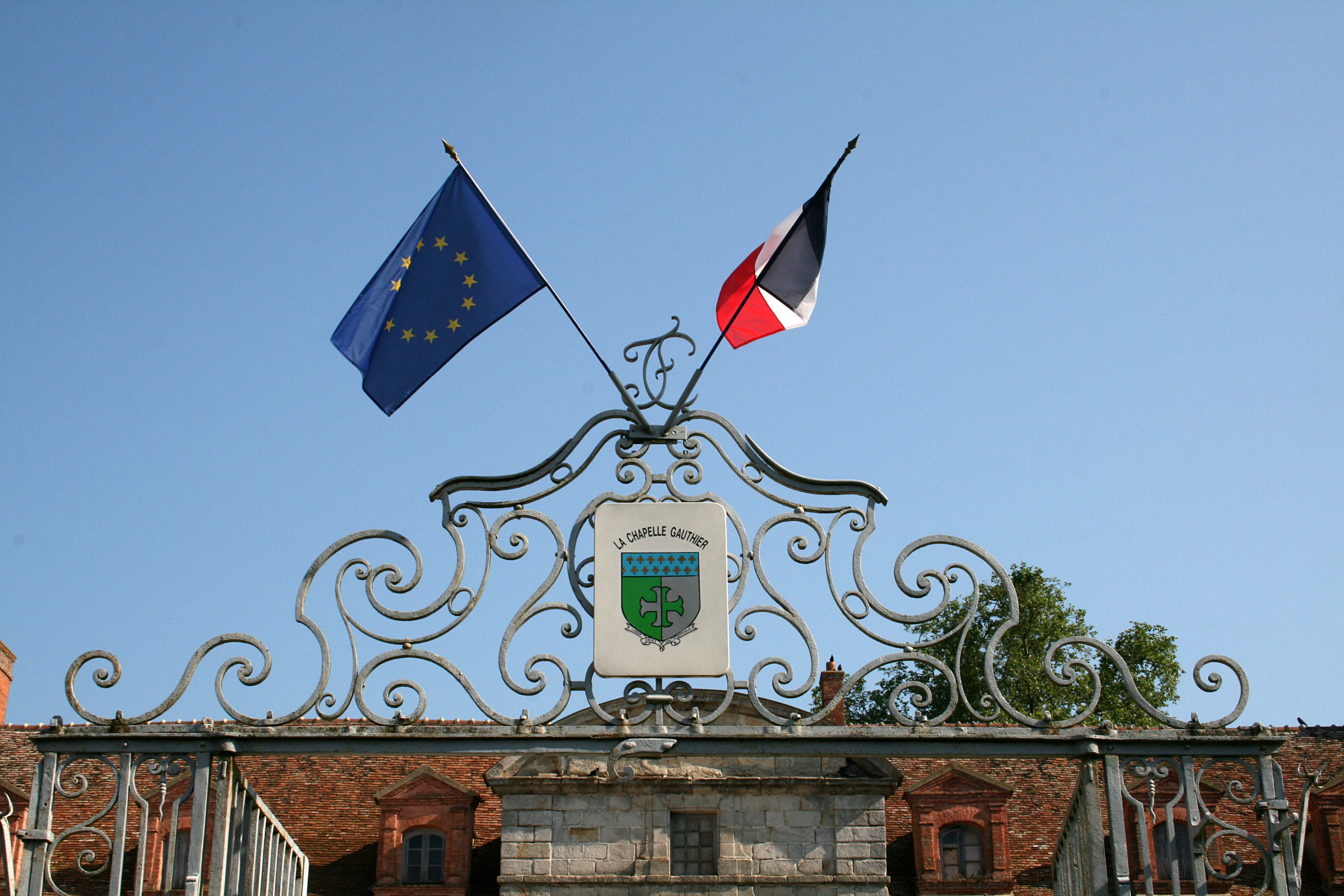
Blason de la commune ornant le portail en fer forgé du château

La devise de la commune est « Labor omnia vincit improbus » , ce qui signifie Le travail vient à bout de tout s'il est acharné.